# 孙德顺
孙德顺（1958年11月—），中华人民共和国金融界人物、企业家，毕业于东北财经大学，获经济学硕士学位，曾任中信银行执行董事、行长。

## 仕途
1981年4月至1984年5月任职于中国人民银行。1984年5月至2005年11月在中国工商银行海淀区办事处、海淀区支行、北京分行、数据中心（北京）等单位工作。
1995年12月至2005年11月，任中国工商银行北京分行行长助理、副行长。1999年1月至2004年4月，兼任中国工商银行数据中心（北京）总经理。
2005年12月至2009年12月，任交通银行北京市分行党委书记、行长。2010年1月至2011年10月，任交通银行北京管理部副总裁兼交通银行北京市分行党委书记、行长。
2011年10月，任中信银行党委副书记。2011年12月至2014年5月，任中信银行副行长。2014年3月，任中信银行执行董事。2014年5月至2016年7月，任中信银行常务副行长，并兼任中信银行（国际）董事长。
2016年6月30日至2019年2月26日，任中信银行行长
。

## 落马
2020年3月20日，中央纪委国家监委对中信银行原党委副书记、行长孙德顺进行了立案审查，并决定给予开除党籍处分，收缴违纪违法所得，将涉嫌犯罪问题移送检察机关依法审查起诉，所涉财物一并随案移送。孙德顺被指控违反党的政治纪律、组织纪律、廉洁纪律、工作纪律、生活纪律，利用贷款审批权力受贿。此外还要求貸款對象公司提供免費豪宅等無形利益，为本人及亲友經商提供方便等。
2020年4月8日，孙德顺涉嫌受贿一案，由国家监察委员会调查终结，经最高人民检察院指定，由山东省济南市人民检察院审查起诉，济南市人民检察院依法对孙德顺作出逮捕决定。2020年5月13日，山东省济南市人民检察院向济南市中级人民法院提起公诉。
2022年1月18日，央视一套播出电视专题片《零容忍》第四集《系统施治》，对孙德顺案详细介绍。片中说，孙德顺是利用“影子公司”、借助金融手段来完成利益输送的典型，其专业化、复杂化程度相当罕见。他安排两名老部下作为代理人，开设了两家投资平台公司，两家公司前台的所谓法人，实际只是为孙德顺代言的“影子”。
2022年2月22日，济南市中级人民法院一审公开开庭审理了孙德顺受贿一案。济南市人民检察院起诉指控：2003年至2019年，被告人孙德顺利用担任中国工商银行北京市分行副行长，交通银行北京市分行行长，中信银行副行长、行长等职务上的便利，在贷款审批、获得授信额度等事项上为相关单位提供帮助，非法收受财物共计折合人民币9.795亿余元。孙德顺当庭表示认罪悔罪。
2023年11月10日，济南市中级人民法院以受贿罪判处被告人孙德顺死刑，缓期二年执行，剥夺政治权利终身，并处没收个人全部财产，在其死刑缓期执行二年期满依法减为无期徒刑后，终身监禁，不得减刑、假释；对孙德顺受贿犯罪所得及其孳息依法予以追缴，上缴国库。